# Crambione cooki
Crambione cooki är en manetart som beskrevs av Mayer 1910. Crambione cooki ingår i släktet Crambione och familjen Catostylidae. Inga underarter finns listade i Catalogue of Life.